# Selenops lavillai
Selenops lavillai là một loài nhện trong họ Selenopidae.
Loài này thuộc chi Selenops. Selenops lavillai được J. A. Corronca miêu tả năm 1996.